# Ventaglieri (Napoli)

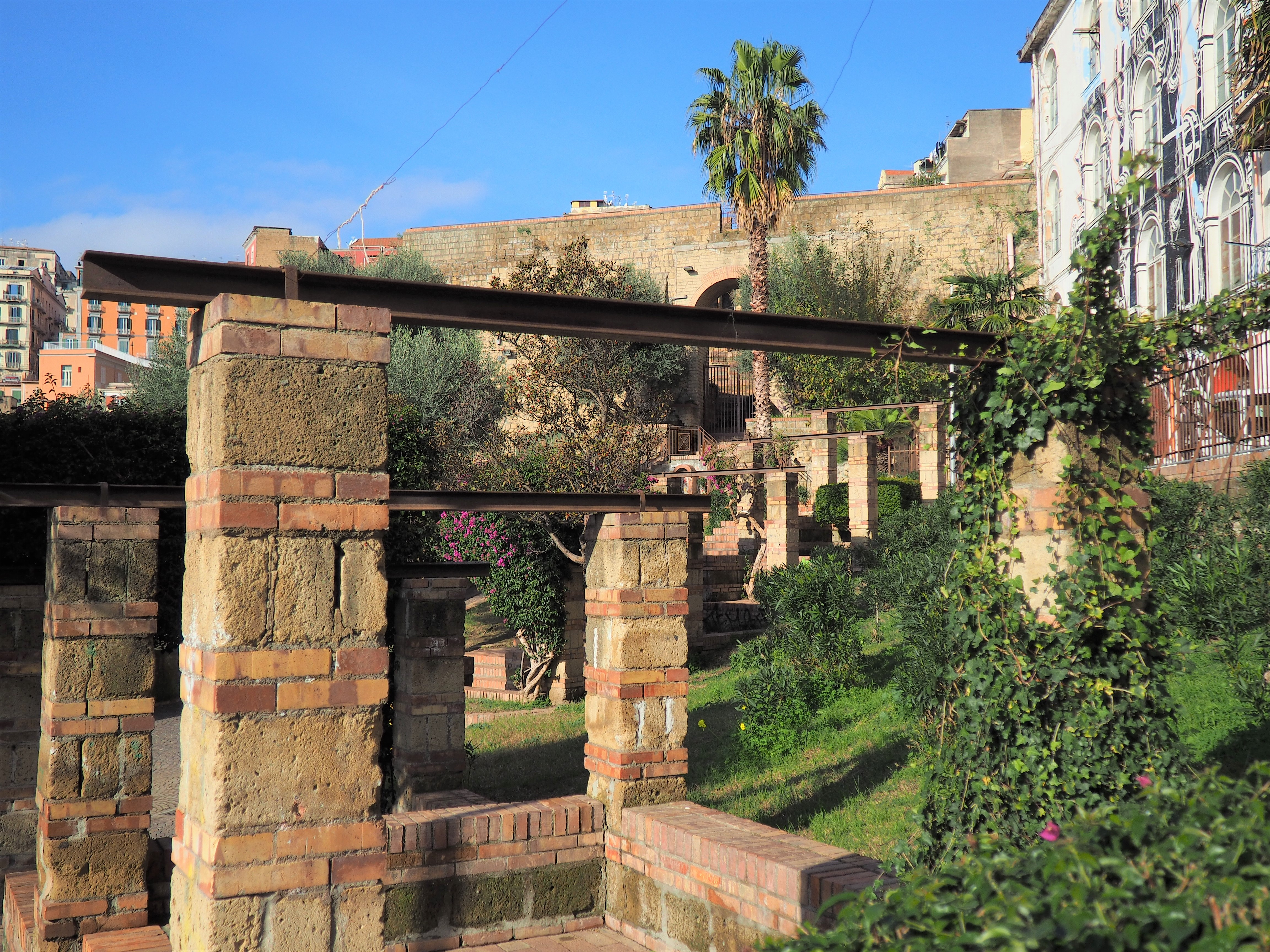
Parte alta del Parco dei Ventaglieri, dove è sito il DAMM - Zone Multiple Autogestite (centro sociale autogestito Diego Armando Maradona di Montesanto) e via Tarsia

I Ventaglieri è una zona di Napoli contenuta nei quartieri di Montecalvario e Avvocata, accanto alla zona di Montesanto e raggiungibile proprio imboccando via Ventaglieri. La zona è nota in particolare per la posizione suggestiva e panoramica del suo parco e per la sua ascensore e le sue scale mobili che collegano la parte bassa di Montesanto alla parte alta di Piazza Gesù e Maria e piazza Mazzini.

## Luoghi di interesse
Affacciato sulla parte alta del parco si trova il DAMM - Zone Multiple Autogestite (centro sociale autogestito Diego Armando Maradona di Montesanto), dalla facciata variopinta.
Il parco è attraversato dall'ascensore e da 10 rampe di scala mobile.
I luoghi di maggiore interesse sono il Palazzo Nauclerio, uno dei palazzi storici di Napoli, e la chiesa di Sant'Antoniello del Sangue di Cristo ai Ventaglieri

## Il parco

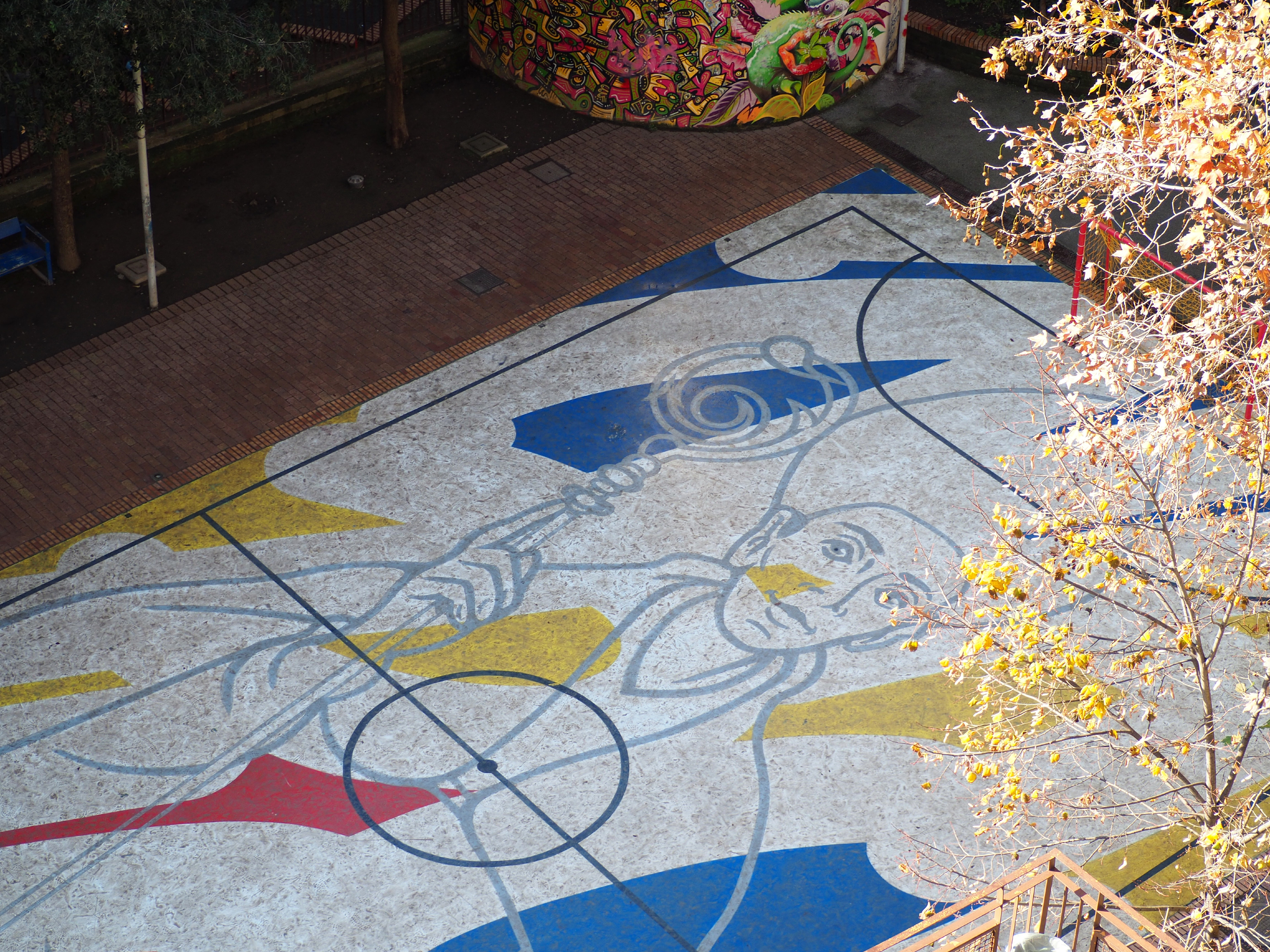
Campo da calcetto situato nella parte bassa del parco, con raffigurato San Gennaro sul pavimento

Il parco è il centro della zona dei Ventaglieri, esso è dotato di un campo da calcetto, che si distingue per aver raffigurato San Gennaro in forma stilizzata sul terreno di gioco, e di spazi verdi, parchine e zone panoramiche nei suo vari livelli terrazzati.